# IC 625
IC 625 је спирална галаксија у сазвјежђу Хидра која се налази на листи објеката дубоког неба у Индекс каталогу.
Деклинација објекта је - 23° 56' 6" а ректасцензија 10h 42m 37,9s. Привидна величина (магнитуда) објекта IC 625 износи 13,0 а фотографска магнитуда 13,7. Налази се на удаљености од 13,030 милиона парсека од Сунца. IC 625 је још познат и под ознакама MCG -4-26-1, ESO 501-80, PGC 31919.